# Kim Van de Putte
Kim Van de Putte (Ronse, 26 januari 1984) is een Belgisch veldrijdster. Van 2018 tot en met 2020 actief voor het team Bike Advice-ITAF. 

## Veldrijden
| Seizoen   | Belgisch kampioenschap   |
| --------- | ------------------------ |
| 2016-2017 | 19e algemeen (12e elite) |
| 2017-2018 | 13e algemeen (9e elite)  |
| 2018-2019 | 10e algemeen (7e elite)  |